# Camponotus navigator
Camponotus navigator é uma espécie de inseto do gênero Camponotus, pertencente à família Formicidae.